# Lista över personer med flyganknytning
Lista över personer med flyganknytning (aviatörer)

## A
- Gerd Achgelis - tysk flygare, två gånger världsmästare i konstflygning
- Albin Ahrenberg - svensk flygpionjär
- John Alcock - genomförde den första non-stop-överflygningen över Atlanten
- Buzz Aldrin - stridspilot i Koreakriget, den andra människan på månen
- Bryan Allen - den första som flög över engelska kanalen med muskelkraft
- Eddie Allen - amerikansk flygplanskonstruktör och segelflygare
- Roald Amundsen - polarforskare och luftskeppsflygare
- Karl Amundson - svensk ballongflygare och flygvapenchef 1925–1931
- A.J Andersson - provflygare, flygplanskonstruktör
- Elsa Andersson - kvinnlig flygare och fallskärmshoppare, beskrivs i filmen Så vit som en snö
- Gunnar "Spökis" Andersson - ambulanspilot i svenska fjällen
- Salomon August Andrée - ballongfarare till Nordpolen
- Paul Andreani - italiensk pionjär med varmluftballong
- Björn Andreasson - svensk flygplanskonstruktör
- Nils-Holger Areskog - läkare, professor emeritus med flygmedicinskt intresse
- Neil Armstrong - strids- och testpilot, första människan på månen
- Oscar Ask - svensk flygplanskonstruktör.
- Jacqueline Auriol - fransk flygare med ett antal hastighetsrekord

## B
- Rolf von Bahr - han flög fler flygtimmar i autogiro än någon annan pilot i världen
- Italo Balbo - italiensk flygpionjär
- Bernt Balchen - den förste att som pilot lyckas flyga över såväl Sydpolen som Nordpolen
- Thomas S. Baldwin - amerikansk flygpionjär
- Pancho Barnes - amerikansk tävlingspilot
- Maryse Bastié - fransk flygare med ett flertal distans- och hastighetsrekord
- Jean Batten - engelsk rekordflygare
- Walter H. Beech - grundare av Beech Aircraft Corporation
- Amelie Beese - tysk flygpionjär
- Lincoln Beachey - USA:s första konstflygare (stunt)
- Hermann Behrbohm - flygdesigner (aerodynamik), Me P1101, Saab 32, Saab 35, Saab 37
- Elly Beinhorn - tysk flygpionjär
- Maurice Bellonte - fransk flygpionjär, genomförde 1930 flygning från Paris till New York
- Floyd Bennett - flygpionjär
- Orvar Bergvall - svensk aerobaticsflygare
- Einar Bergström - flygdesigner (aerodynamik), Saab 35, Saab 105, svävare Saab 401
- Jean Bielovucic - peruansk flygpionjär
- Ronald Bishop - engelsk flygplanskonstruktör vid de Havilland
- Vera von Bissing - tysk konstflygare på 1930-talet
- Kurt Björkvall - flygpionjär, atlantflygare, grundare av Björkvallsflyg AB
- Jean-Pierre Blanchard - fransk pionjär med varmluftballonger
- Louis Blériot - fransk flygpionjär som blev den förste att flyga över Engelska kanalen
- John Nicolaas Block - skapare av flygbolaget Air Holland
- Sven Blomberg - svensk flygplanskonstruktör
- Oswald Boelcke - tysk krigsflygare
- Wilhelm Boelcke - tysk krigsflygare
- William Edward Boeing - amerikansk flygplanskonstruktör
- Keigen Boku - koreansk flygpionjär
- Richard Bong - USA:s främsta flygaress i Stilla havet med 40 nedskjutna flygplan
- Sylva Boyden - engelsk fallskärmshoppare, den första kvinna som hoppade i Sverige
- Ernst Brandenburg - tysk flygplanskonstruktör och chef för 3 bombgruppen under första världskriget
- Erik Bratt - konstruktören bakom Saab 35 Draken
- Wernher von Braun - "rymdens besegrare", chef för utvecklingen av V-2-raketen
- Louis Breguet den yngre - konstruktör av tidiga helikoptrar och flygplan
- Jacques Breguet - konstruktör av tidiga helikoptrar och flygplan
- Lars Brising - svensk flygplanskonstruktör bakom Saab 29 Tunnan
- Arthur Whitten Brown - brittisk flygpionjär och medlem i den första lyckade transatlantiska flygningen
- Miles Browning - amerikansk stridspilot i första och andra världskriget
- Artur Bråsjö - svensk flygplanskonstruktör bakom Saab 32 Lansen
- Carl Clemens Bücker - flygplanstillverkare och konstruktör
- Milo Burcham - amerikansk flygpionjär och stuntpilot
- William Hawley Bowlus - amerikansk flygpionjär och flygplanskonstruktör
- Richard Byrd - amerikan som var den förste som tillsammans med piloten Floyd Bennet flög över Nordpolen med flygplan 9 maj 1926

## C
- Artur de Sacadura Cabral - portugisisk flygpionjär, den första att flyga över Sydatlanten
- Jan Carlzon - direktör i Linjeflyg och senare SAS
- Gaston Caudron - startade tillsammans med sin bror en flygskola och flygplansfabrik 1910
- Gianni Caproni de Talliedo - byggde och flög sitt första flygplan 1910 i Italien
- René Caudron - startade tillsammans med sin bror en flygskola och flygplansfabrik 1910
- George Cayley - konstruerade grunderna för den första flygfarkosten tyngre än luft i mitten av 1800-talet
- Johan-Erik Cederblom - svensk professor, försökte konstruera ett ångturbindrivet trafikflygplan
- Carl Cederström - flygbaron, Sveriges förste aviatör, flög över Öresund 24 augusti 1910
- Octave Chanute - amerikansk tekniker som forskade i aerodynamik
- Jacques Charles - fransman som konstruerade den första vätgasballongen
- Henri Coandă - rumänsk flygpionjär
- Alan Cobham - brittisk flygpionjär
- Jacqueline Cochran - första kvinnan som flög genom ljudvallen
- Samuel Franklin Cody - engelsk-amerikansk flygpionjär
- Eileen Collins - blev den första kvinnan att vara befälhavare på en rymdfärja, då Columbia lyfte
- Ferdinand Cornelius - flygpionjär, legendarisk ambulanspilot
- Paul Cornu - fransk ingenjör som 1907 blev den förste som lyckades bygga en helikopter
- Juan de la Cierva - konstruerade den första autogiron som flög 9 januari 1923
- John Cunningham - brittisk testflygare vid de Havilland
- Glenn Curtiss - flygare och flygplanskonstruktör

## D
- Roald Dahl - flygare under andra världskriget, författare
- Olle Dahlbeck - flygpionjär med Sveriges tredje aviatördiplom efter utbildning i Hendon
- Léon Delagrange - fransk flygpionjär
- Jean Delemontez - fransk flygplanskonstruktör, en av grundarna till Société des Avions Jodel
- Bertil Dillner - flygdesigner (aerodynamik), Saab 29, Saab 32, Saab 35, Saab 37, Boeing
- Donald Douglas - flygplanstillverkare och konstruktör, grundare av Douglas Aircraft
- Jimmy Doolittle - ledde bombningen av bland annat Tokyo fyra månader efter Pearl Harbor
- Claude Dornier - tysk flygplanskonstruktör
- Armstrong Drexel - amerikansk flygpionjär
- Roger Druine - fransk segelflygskonstruktör

## E
- Amelia Earhart - innehar flera flygrekord, spårlöst försvunnen
- Hugo Eckener - tysk luftskeppspionjär
- Larry Edgar - amerikansk segelflygare och konstruktör av kryssningsmissiler
- Carl Benjamin Eielson - amerikansk stridsflygare och polarflygare
- Nils Ekholm - professor vid KTH, grundare av SAS
- Ruth Elder - flygpionjär
- Jacob Ellehammer - dansk flygpionjär och uppfinnare, genomförde första flygningen i Danmark
- Eugene Ely - utförde den första landningen på ett fartyg 18 januari 1911
- Gladys Engle - flygpionjär
- Gustave Eiffel - byggde i slutet på 1800-talet en vindtunnel för aerodynamiska försök på Marsfältet
- Robert Esnault-Pelterie - fransk flygplanskonstruktör som var först med variabla vingar

## F
- Jean Henri Fabre - fransk flygplanskonstruktör
- Henri Farman - flygare och flygplanskonstruktör
- Sherman Fairchild - grundare av Fairchild Aircraft. Corp.
- Walter Fairchild - konstruerade den första flygplanskroppen tillverkad helt i en stålrörskonstruktion
- Ferdinand Ferber - fransk flygpionjär och militär
- Gerhard Fieseler - flygplanskonstruktör och den första som utförde flygbogsering av ett segelflygplan
- Clyde Finter - lyckades landa på ett annat flygande objekt den 15 december 1924
- Gun-Britt Flodén - svensk segelflygare deltog i VM i segelflyg 1973 och 1975, tävlade för USA
- Adrian Florman - flygpionjär och AB Aerotransports grundare
- Carl Florman - flygpionjär och AB Aerotransports grundare
- Arvid Flory - flygpionjär, militär kapten
- Ernst Fogman - chef för flygkompaniet
- Anthony Fokker - utvecklade det första jaktplanet som synkroniserade kulsprutan med propellerns rotation
- René Fonk - fransk stridsflygare och atlantflygare
- Cornelia Fort - första amerikanska pilot att angripas av japanskt flyg vid attacken mot Pearl Harbor och första amerikanska kvinnliga pilot att dö i aktiv tjänst
- Benjamin D. Foulois -  USA:s andra armépilot
- Wallace Franklin - amerikansk segelflygare
- Josef František - tjeckisk stridsflygare, brittiska flygvapnets mest framgångsrika jaktpilot
- Hans Fraenkel - svensk ballongflygare

## G
- Jurij Gagarin - första människan i rymden
- Roland Garros - fransman som blev det första flygaresset i världen
- Alfred Gassner - österrikisk flygplanskonstruktör vid Saab och Focker
- Guy Gibson - brittisk bombplanspilot under andra världskriget
- Henri Giffard - fransk luftskeppskonstruktör
- John Glenn - förste amerikan runt jorden i rymden 20 februari 1962
- Arthur Gouge - engelsk flygplanskonstruktör vid Short Brothers
- Hans Grade - konstruerade och flög det första tyska flygplanet 1909
- Claude Grahame-White - brittisk flygpionjär
- Robert von Greim - chef för Luftwaffe 25 april 1945
- Tore Gullstrand - chef Saab AB, Thulinmedaljen i guld
- Michail Gurevitj - rysk flygplanskonstruktör hos Mikojan-Gurevitj
- Georges Guynemer - fransk stridsflygare under första världskriget
- Hermann Göring - flygess under första världskriget, tyska Luftwaffes första chef

## H
- George Haldeman - flygpionjär
- Douglas Hamilton - segelflygpionjär
- Henrik Hamilton - flygpionjär med Sveriges andra aviatördiplom
- Clifford Harmon - amerikansk ballongflygare och grundare av Harmontrofén
- Erich Hartmann - tyskt jaktflygess med 352 nedskjutna fiendeplan
- Hank Harris - amerikansk segelflygpionjär
- Geoffrey de Havilland Sr. - flygplanskonstruktör som grundade de Havilland 1920
- Geoffrey de Havilland Jr. - brittisk testpilot, son till grundaren av de Havilland
- Harry Hawker - flygpionjär från Australien som grundade H.G. Hawker Engineering Company
- Frank Hawks - amerikansk tävlingsflygare
- Ernst Heinkel -tysk flygplanskonstruktör, avled 30 januari 1958
- Rudolf Hess - flygare
- Richard Hillary - flygpionjär och jaktflygare i brittiska flygvapnet
- Otto Heinecke - tysk fallskärmskonstruktör
- Bert Hinkler- australisk flygpionjär
- Hellmuth Hirth - flygpionjär och tillverkare av Hirth flygplansmotorer
- Wolfram Hirth - segelflygare och konstruktör av flygplan (död 1959)
- Edvard Hubendick- svensk professor vid KTH
- Samuel Hoare - brittisk flygpionjär
- Pierre Holländer - svensk uppvisnings- och trafikflygare
- Harry Houdini - magiker, flygpionjär, ett flertal flygrekord i Australien
- Ben Howard - amerikansk flygplanskonstruktör och tävlingsflygare
- Bert Hinkler - genomförde den första flygningen från England till Darwin i Australien 1928
- Howard Hughes - filmproducent och flygplanskonstruktör
- Sven Hörnell - fotograf och sportflygare, landade på Kebnekaise 1 maj 1967 med en Piper Super Cub

## I
- Laura Ingalls - amerikansk flygare, första kvinna att flyga mellan Nord- och Sydamerika
- Martin Ingelman-Sundberg - svensk aerodynamiker
- Leslie Irvin - grundare av Caterpillarklubben och fallskärmskonstruktör

## J
- Gidsken Jakobsen - norsk flygpionjär
- Ralph Johnstone - innehavare av höjdrekordet 9714 fot 31 oktober 1910
- Aleksandr Jakovlev - rysk flygplanskonstruktör
- John Jeffries - amerikansk pionjär med varmluftballong
- Amy Johnson - brittisk flygpionjär
- Clarence "Kelly" Johnson - amerikansk flygplanskonstruktör
- Edouard Joly - fransk flygplanskonstruktör, en av grundarna till Société des Avions Jodel
- Hugo Junkers - flygplanskonstruktör som dog på sin födelsedag

## K
- Abdul Kalam - flygingenjör och president i Indien
- Mark Kerr - brittisk amiral och flygtalesman
- Charles Kingsford-Smith, slog Bert Hinklers tid på australienflygningen 1929
- Henry Kjellson - flygplanskonstruktör
- Hanns Klemm - tysk flygpionjär och skapare av Leichtflugzeugbau Klemm
- Wolfgang Klemperer - segelflygare och världens första med märket de tre måsarna, forskningschef vid Boeing
- Olga Klepikova - rysk flygare med världsrekord i distansflygning
- Otto Koppen - amerikansk flygplanskonstruktör
- Wilhelm Kress - österrikisk flygplanskonstruktör
- Joachim Kuettner - amerikansk-tysk segelflygare och deltagare av Mercury- och Apolloprojekten
- Hermann Köhl - den förste piloten som flög från Europa över Atlanten 1928

## L
- Gustaf Lachmann - utvecklare av framkantssloten 1920
- Frank Lahm - USA:s förste armépilot
- Fredrik Lambert-Meuller - svensk militärflygare samt provflygare vid Edmund Sparmanns flygplansfabrik
- Samuel Langley - amerikansk aerodynamiker och konstruktör av flygande modeller
- Håkan Lans - utvecklare av ett navigerings/övervakningssystem för flyg och sjöfart
- Jean Larene - amerikansk flygare som tävlade om uthållighetsrekordet
- Hubert Latham - tävlade med Louis Blériot om att bli först över Engelska kanalen
- Jean Latham - konstruktören bakom flygbåten Latham 47
- Ted W. Lawson - Amerikansk stridsflygare och författare
- Paul Lebaudy - fransk luftskeppskonstruktör
- Pierre Lebaudy - fransk luftskeppskonstruktör
- Georges Legagneux - genomförde den första flygningen i Sverige 29 juli 1909
- Leon Levavasseur - fransk flygplanskonstruktör och grundare av Antoinette flygplan och motorfabrik
- Anne Morrow Lindbergh - amerikansk flygare, segelflygare, författare och gift med Charles Lindbergh
- Charles Lindbergh - gjorde den första soloflygningen över Atlanten utan mellanlandning
- Per Lindstrand - genomförde rekordflygningar med luftballong jorden runt
- Gustav Lilienthal - tysk flygpionjär
- Otto Lilienthal - tysk flygpionjär, född 23 maj 1848
- Alexander Lippisch - tysk flygingenjör, skaparen av deltavingen för överljudsflygplan och glidflygplan
- Olle Ljungström - flygdesigner (aerodynamik), Saab 29, Saab 32, Saab 35, Saab 37, Stanford, Caltech
- Ritter von Loessl - österrikisk aerodynamiker
- Allan Loughead- amerikansk flygpionjär och grundare av Lockheed
- Bo Lundberg - svensk flygplanskonstruktör bakom jaktflygplanet J 22, senare chef för Flygtekniska Försöksanstalten FFA
- Einar Lundborg - flygpionjär som 1928 undsatte Umberto Nobile från ett isflak vid nordpolen
- Sten Luthander - professor i flygteknik vid Tekniska Högskolan
- Björn Löwgren - svensk uppvisningsflygare

## M
- Ivar Malmer - förste professorn i flygteknik vid Kungliga Tekniska Högskolan och förste chefen för Flygtekniska försöksanstalten
- Beryl Markham - brittisk flygplanskonstruktör och författare
- Hans-Joachim Marseille, Tysklands största flygess
- Glen Martin - amerikansk flygpionjär, flygplanskonstruktör och tillverkare
- Paul Mantz - stuntflygare, drev Tallmantz Aviation tillsammans med Frank Tallman
- Russell Maughan - transamerikaflygare 1924
- Hiram Maxim - byggare av ett 3,5 ton tungt flygplan 1894
- Jean Mermoz - fransk postflygare och flygpionjär
- Kees van Merten - flygplanskonstruktör på Fokker
- Willy Messerschmitt - flygplanskonstruktör som drev flygplanstillverkaren Messerschmitt
- Henri Mignet - fransk flygplanskonstruktör, skapare av den flygande "loppan"
- Peter G. Masefield - brittisk flygplanstillverkare grundare av British Executive and General Aviation Ltd (Beagle)
- Artiom Mikojan - rysk flygplanskonstruktör hos Mikojan-Gurevitj
- George Miles - brittisk flygplanskonstruktör och grundare av Miles Aircraft
- Reginald Joseph Mitchell - konstruktör av Supermarine Spitfire
- John B. Moisant - konstruktör som skapade det första flygplanet helt av metall
- Mathilde Moisant - USA:s andra kvinnliga pilot med aviatördiplom
- Amy Mollison - amerikansk rekordflygare
- Jim Mollison - amerikansk rekordflygare
- Brindejonc des Moulinas - fransk flygpionjär
- Etienne Montgolfier - fransk pionjär med varmluftballong
- Joseph Montgolfier - fransk pionjär med varmluftballong
- John J. Montgomery - Amerikas första flygare som flög redan 1883
- Leon Morane - världsrekordhållare av höjd och hastighetsflygning 1910
- Robert Moore - engelsk stridspilot, senare tillfällig provflygare vid Saab
- John Cuthbert Moore-Brabazon - utförde den första officiella flygningen i England 1909
- Ed Musick - amerikansk trafikflygare och tävlingspilot

## N
- Harold Neumann - amerikansk tävlingspilot
- Curt Nicolin - utvecklare av den första svenska jetmotorn Dovern vid STAL i Finspång
- Peder Nielsen - dansk flygpionjär som utförde den första postflygningen i Sverige
- Charles Niéport - flygare och flygplanskonstruktör grundare av Nieuport
- Edouard Niéport - flygare och flygplanskonstruktör grundare av Nieuport
- Willy Neuenhofen - tysk flygpionjär
- Umberto Nobile - italiensk luftskeppspionjär som flög över nordpolen
- Erik Norberg - filosofie doktor i historia på bland annat avhandlingen Flyg i beredskap.
- Bengt Nordenskiöld - general och Chef för Flygvapnet (C FV), åren 1942–1954
- Jack Northrop - flygplanstillverkare och konstruktör
- Ruth Rowland Nichols - amerikansk tävlingsflygare och trafikflygare
- Charles Nungesser - fransk stridsflygare
- Hjalmar Nyrop - flygplanskonstruktör, grundade firman AB Nyrop&Ask 1910 och den förste svensk som flög med ett svenskt flygplan
- Carl Richard Nyberg - tekniker, konstruktör av luftfarkoster från 1890

## O
- Bill Odom - amerikansk rekordflygare med flygning mellan Hawaii och USA
- Bengt Olow - segelflygare, en av Silvervingarna i Flygvapnet, senare testpilot vid Saab AB
- Pabst von Ohain - flygplanskonstruktören bakom jetflygplanet Heinkel He 178
- Mary Elizabeth Owens - amerikansk flygare som tävlade om uthållighetsrekordet

## P
- Frederick Handley Page - startade flygplansfabriken Handley Page 1909
- Clyde Pangborn - amerikansk stunt- och tävlingspilot
- Louis Paulhan - fransk flygpionjär
- Adolphe Pégoud - den första som utförde "loop the loop" looping 1913
- Willy Pelzner - tysk segelflygare och flygplanskonstruktör
- Edgar Percival - grundare av Percival Aircraft
- Per-Axel Persson - flerfaldig världsrekordhållare i segelflyg
- Horatio Philips - patentinnehavare över vingprofiler 1884 hans teorier utvecklades av bröderna Wright
- Auguste Piccard - ballongflygare och uppfinnare
- Francesco de Pinedo - italiensk flygpionjär
- Albert Plesman - flygbolaget KLMs uppbyggare och chef
- Ludwig Prandtl - skapade Prandtls teori om vingars lyftkraft
- Pierre Prier - flygpionjär
- Gösta von Porat - militär svensk flygpionjär
- Wiley Post - genomförde den första soloflygningen jorden runt
- Pierre Prier - genomförde den första non-stop-flygningen London-Paris 1911

## Q
- Harriet Quimby - USA:s första kvinnliga pilot med aviatördiplom 1911

## R
- Thea Rasch - tysk atlantflygare
- Hanna Reitsch - tysk segelflygare under andra världskriget testpilot på raketen V1
- Manfred von Richthofen - flygaress under första världskriget
- Wolfram von Richthofen - kusin till Manfred von Richthofen,  överbefälhavare för Luftflotte 2 1943–1944
- Eddie Rickenbacker - USA:s första flygaress i första världskriget
- Peter Riedel - tysk flygattaché, segelflygpionjär
- Elfriede Riolte - Tysklands första kvinnliga aeronaut
- A V Roe - den förste engelsman som flög, grundade flygföretaget Avro Company 1911
- Ainé Robert - fransk pionjär med varmluftballong
- Cadet Robert - fransk pionjär med varmluftballong
- Calbraith Rodgers - genomförde den första flygningen över amerikanska kontinenten 1911
- Nils Rodéhn - svensk flygpionjär
- Adolph Rohrbach - utvecklade tekniken för strukturplåtar i tunn duralplåt
- Ernst Roll - svensk trafikflygarpionjär
- Carl Gustaf von Rosen - matbombare i Etiopien
- Pilatre de Rozier - fransk pionjär med varmluftballong
- Mathias Rust - landade med en Cessna på Röda torget i Moskva 28 maj 1987
- Burt Rutan - amerikansk flygplanskonstruktör
- Claude Ryan - konstruktören bakom Lindberghs Spirit of St. Louise

## S
- Antoine de Saint-Exupéry - fransk författare och flygare
- Robin Sanders-Clark - brittisk flygpionjär
- Alberto Santos-Dumont - genomförde den första flygningen med ett motorflygplan i Europa 1906
- Raymond Sauliner - startade tillsammans med Leon Morane flygfabriken Morane-Sauliner
- Jack Savage - brittisk flygpionjär
- Martin Schempp - segelflygare och konstruktör av flygplan
- David Schilling - amerikansk stridspilot under andra världskriget och ett flygess
- Jacques Schneider - fransk flygpionjär och skapare av Schneider cup
- Harald Schröder - svensk flygplanskonstruktör och tidigare vice VD för Saab-Scania AB
- David Schwartz - tysk luftskeppskonstruktör
- Ernest Schweizer - amerikansk flygplanskonstruktör
- Paul Schweizer - amerikansk flygplanskonstruktör
- Alexander de Seversky - ryskt flygaress och flygplanskonstruktör
- Edmund Scheider - tysk flygplanskonstruktör och segelflygare
- Charles Scott - brittisk rekordflygare
- Vincent Seremet- dansk konstruktör av ensitsiga luftfartyg
- Todd Shriver - amerikansk flygpionjär
- Nevil Shute - brittisk flygplanskonstruktör och författare
- Igor Sikorsky - genomförde den första flygningen med en enkelrotorförsedd helikopter 1940
- Carl Silow - flyglärare, löjtnant, det första dödsoffret bland flygare i Sverige (1 maj 1915)
- Frederick Slingsby - brittisk flygplanskonstruktör
- Ivan Smirnoff - rysk och engelsk stridsflygare
- Claes Smith - provflygare vid Saab AB
- August Saloman - svensk ballongflygare
- Thomas Sopwith - stridsflygare under första världskriget, flygplanskonstruktör
- Edmund Sparmann - österrikisk flygpionjär, flygplanskonstruktör
- Alejandro Gomez Spencer - den förste pilot som flög med en autogiro
- Winifred Spooner - brittisk flygare och vinnare av Harmontrofén 1929
- Freddy Stenbom - svensk flygjournalist
- James Stewart - amerikansk skådespelare, under andra världskriget pilot på ett B-24 Liberator bombflygplan
- Eddie Stinson - amerikansk flygpionjär och grundare av Stinson Aircraft
- William Stout - amerikansk flygplanskonstruktör upphovsman till Ford Tri-motor
- Vera Strodl - engelsk leveransflygare av stridsflygplan
- Hugo Sundstedt - den första svenska flygaren som utbildades och avlade proven i Sverige
- Charles Sweeney - flög som observatör vid bombfällningen över Hiroshima 6 augusti 1945
- Lennart "Svedino" Svedfelt - svensk trollkarl, grundare av Svedinos Bil- och Flygmuseum
- Nils Söderberg - svensk flygpionjär och Generalmajor i svenska Flygvapnet

## T
- Frank Tallman - stuntflygare, drev Tallmantz Aviation tillsammans med Paul Mantz
- Katushige Takata - världens första kamikazepilot
- Gilbert Taylor - flygplanskonstruktör och skapare av Taylor cub
- Louise Thaden - amerikansk flygpionjär och tävlingspilot
- Enoch Thulin - doktor i flygteknik samt flygplanskonstruktör
- Raoul Thörnblad - löjtnant, svensk fallskärmskonstruktör, förste svensk som hoppade med fallskärm (9 juni 1920)
- Paul Tissandier - fransk flygpionjär
- Andrej Tupolev - rysk flygplanskonstruktör hos Tupolev
- Bobbi Trout - amerikansk flygpionjär
- Roscoe Turner - amerikansk tävlingspilot och trefaldig vinnare av Thompsontrofén
- Peter Twiss - brittisk provflygare
- Sven Törngren - kapten ombord på den Catalina som sköts ned över Östersjön av sovjetiskt flyg 1952

## U
- Ernst Udet - flygess under första världskriget
- Seve Ungermark - svensk journalist, ballong- och segelflygare
- Georg Unné - flygmotorkonstruktör och den förste svensk som flög i ett flygplan

## V
- Marion Vandiver - amerikansk flygare
- Gabor Varga - svensk uppvisningspilot
- Adrian Viruly - trafikflygare och författare
- Charles Voisin - flygpionjär och flygplanskonstruktör
- Gabriel Voisin - flygplanstillverkare under första världskriget
- Hans Vollmüller - tysk flygpionjär

## W
- William A. Wellman - amerikansk regissör och stridsflygare
- Etrich Wels - österrikisk flygplanskonstruktör
- Turi Widerøe - norsk flygkapten, och SAS första kvinnliga styrman
- Al Williams - amerikansk stunt- och tävlingsflygare
- Richard Whitcomb - flygingenjör som kom på Whitcombs ytregel (profilberäkning) samt Wingletens betydelse
- Gustave Whitehead - amerikansk-tysk flygpionjär
- Frank Whittle - brittisk jetmotorpionjär
- Erik Wilkenson - flygingenjör vid SAAB som konstruerade ett sikte för störtbombning
- Orville Wright - amerikansk flygpionjär
- Wilbur Wright - amerikansk flygpionjär
- Frid Wänström - svensk flygforskare och pionjär Saab AB

## Z
- Ferdinand von Zeppelin - luftskeppets, Zeppelinarens, fader
- Ernst Zindel - tysk flygplanskonstruktör bakom Junkers Ju 52/3m

## Y
- Chuck Yeager - flygess under andra världskriget, den första människan som flög fortare än ljudet

## Å
- Tord Ångström - svensk flygpionjär och senare chef för Luftfartsmyndigheten

## Ö
- Karl-Erik Övgård - segelflygare med höjdrekord